# Rafael Natal
Rafael Natal Diniz Franca (Belo Horizonte, 25 dicembre 1982) è un lottatore di arti marziali miste brasiliano.
Combatte nella divisione dei pesi medi per la promozione statunitense UFC.
Professionista dal 2005, in passato ha combattuto anche per la promozione Ring of Combat.

## Carriera nelle arti marziali miste

### Ultimate Fighting Championship
Compie il suo debutto per la UFC il 15 settembre 2010 contro Rich Attonito, in occasione dell'evento UFC Fight Night: Marquardt vs. Palhares. Natal viene sconfitto per decisione unanime.
Il 23 aprile del 2016 affrontò il neozelandese Robert Whittaker all'evento UFC 197. Dopo un incontro combattuto esclusivamente in piedi, Natal venne sconfitto per decisione unanime.
A novembre si trovò ad affrontare Tim Boetsch all'evento UFC 205. Dopo pochi minuti, Natal venne colpito in pieno mento da un potente diretto destro, perdendo il match per KO tecnico.

## Risultati nelle arti marziali miste
| Risultato | Record | Avversario       | Metodo              | Evento                         | Data             | Round | Tempo | Città                  | Note |
| --------- | ------ | ---------------- | ------------------- | ------------------------------ | ---------------- | ----- | ----- | ---------------------- | ---- |
| Sconfitta | 21-8-1 | Tim Boetsch      | KO Tecnico (pugni)  | UFC 205: Alvarez vs. McGregor  | 12 novembre 2016 | 1     | 3:22  | New York, Stati Uniti  |      |
| Sconfitta | 21-7-1 | Robert Whittaker | Decisione (unanime) | UFC 197: Jones vs. Saint Preux | 23 aprile 2016   | 3     | 5:00  | Las Vegas, Stati Uniti |      |